# 宋亜軒
宋亜軒（ソン・ヤーシュァン、中国語：宋亞軒/宋亚轩、2004年3月4日 - ）は、中国のアイドル、歌手である。中国で活動するアイドルグループ時代少年団のメインボーカル。山東省浜州市出身。愛称は亜軒（ヤーシュァン）、軒軒（シュァンシュァン）、芽芽（やや）など。

## 略歴

### 芸能界入り ～ 練習生時代
2015年、歌手コンテスト「STAR-CHINA」で星空賞を受賞した。同年、バラエティ番組「真的！很好玩」に出演。
2016年、BRTVのミュージックバラエティ番組「音楽大師課」に初出演。透き通るような歌声初披露、カバー曲「夜空で一番輝く星」が大人気を獲得しました。同年、CCTVテレビ番組「新学期のファーストクラス」に初出演。

### 「TF」練習生時代
2016年11月、現事務所・TFエンターテインメントにスカウトされ所属し、「TF家族」として活動を始める。
2017年、「TF家族」としてバラエティー番組「天天向上」に初出演。
同年9月、ネット配信ドラマ「第二人生」に初俳優出演。
同年10月、「TF家族」の初シングル「スーパーボイ誕生日記」は発行された。10人のメンバーの一人として、バラエティー番組「快樂大本營」や、CCTVのオーディション番組と湖南テレビの新年カウントダウンライブに参加した。
2018年、ネット配信ドラマ「念々」に俳優出演。他のメンバー二人と主題歌「君と僕」を歌った。

### TYT台風少年団
2018年10月、姚景元、马嘉祺、丁程鑫、劉耀文と五人グループ「(TYT)台風少年団」を結成。10月8日、シングル「Wake Up」をネット配信によってリリースし、メジャーデビュー。
2019年、中国中央テレビ（CCTV）春晩に初出演。
2019年2月16日、TYTの初ライブ「V5」が開催された。
同年7月19日に、台風少年団解散。

### TNT時代少年団 ～ 個人活動
2019年8月、马嘉祺、丁程鑫、劉耀文、張真源、严浩翔、賀峻霖と7人グループ「時代少年団」を結成。10月11日グループ名を公表し、天猫ダブルイレブン全球狂歓夜に出演。11月23日、メジャーデビュー。
2021年1月29日、浙江テレビ「王牌対王牌シーズン6」で初ソロレギュラー出演や、初めてバラエティー番組の司会者を担当。
同年5月28日、iQIYI ミステリーバラエティ番組「萌え探偵（萌探探探案）」にレギュラー出演。
2022年2月25日、浙江テレビ「王牌対王牌シーズン７」で再びレギュラー出演や、バラエティー番組の司会者を担当。。
2022年3月23日、浙江テレビバラエティ番組「三人の少年」にレギュラー出演。
2022年11月18日、舞台劇「万水朝東」に出演。
2023年12月15日、舞台劇「日出」に出演。
2024年6月20日、舞台劇「マクベス」に出演。

## 人物
・家族構成は父、母、弟、自身。
・応援カラーは浅空   と天朧  
・ファンの愛称は「巻き貝」
・鼠标(シュービャオ)という名前のボーダーコリーを飼っている。